# Васильєв Дмитро Володимирович
Дмитро Володимирович Васильєв (рос. Дмитрий Владимирович Васильев, 8 грудня 1962) — радянський біатлоніст, олімпійський чемпіон.
З 15 квітня 2023 року перебуває під санкціями РНБО, строком на п'ятдесят років, за антиукраїнську діяльність.

## Виступи на Олімпіадах
| Олімпіада    | Дисципліна                | Місце |
| ------------ | ------------------------- | ----- |
| Сараєво 1984 | індивідуальна гонка 20 км | 32    |
| Сараєво 1984 | естафета 4 х 7,5 км       | 1     |
| Калгарі 1988 | спринт 10 км              | 9     |
| Калгарі 1988 | естафета 4 х 7,5 км       | 1     |

## Зовнішні посилання
- Досьє на sport.references.com [Архівовано 18 жовтня 2012 у Wayback Machine.]